# NGC 7630
NGC 7630 este o galaxie spirală situată în constelația Pegas. A fost descoperită în 8 august 1880 de către .